# Harriet Brooks
Harriet Brooks (Exeter, 2 de julho de 1876 – Montreal, 17 de abril de 1933) foi uma física nuclear canadense, a primeira mulher a ser física nuclear no Canadá e a primeira mulher na Universidade McGill a receber um título de mestre.
É conhecida por suas experiências com transmutação nuclear e radioatividade. Aluna de Ernest Rutherford na graduação e no mestrado, ele a equiparava à Marie Curie, em conhecimento e aptidões. Foi uma das primeiras pessoas a descobrir o elemento radônio e a determinar sua massa atômica.

## Biografia
Harriet nasceu em Exeter, Ontário, em 1876. Era filha de George e Elizabeth Warden Brooks e a terceira entre os nove filhos do casal. George era dono de seu próprio moinho de grão que foi o sustento da família até ele ser destruído em um incêndio e não ter seguro. Ele então começou a prover a família trabalhando como vendedor itinerante para a mesma empresa de grãos para o qual prestava serviço.
Ainda criança, Harriet e a família se mudaram para os arredores de Quebec e em algum momento ela estudou em um colégio em Seaforth, no sul de Ontário, antes de sua família se fixar finalmente em Montreal.

## Carreira
Dos nove filhos do casal Brooks, apenas Harriet e sua irmã Edith cursariam a universidade. Harriet ingressou na Universidade McGill, em 1894, seis anos depois que a primeira mulher pode se formar na instituição. Harriet chegou a ganhar uma bolsa de estudos para os dois últimos anos de curso, mas por ser mulher, ela não podia aceitar. Harriet se formou com honras em matemática e filosofia natural em 1898 e ganhou o prêmio Anne Molson Memorial por melhor perfomance em matemática.
Harriet foi a primeira estudante no Canadá de Sir Ernest Rutherford, com quem trabalhou logo após a formatura. Com Rutherford, Harriet estudou eletricidade e magnetismo para o seu mestrado. Antes meesmo de completar a dissertação, seu trabalho foi publicado no boletim da Royal Society, em 1899. No mesmo ano, Harriet foi indicada como tutora não residente no recém-formado Royal Victoria College, uma instituição exclusiva para mulheres na época, pertencente à Universidade McGill. Em 1901, se tornou a primeira mulher na universidade a receber um título de mestre.
Após seu mestrado com Rutherford, Harriet conduziu vários experimentos para determinar a natureza das emissões radioativas do tório. Tais experimentos se tornariam as fundações para o desenvolvimento da ciência nuclear. Artigos assinados por Rutherford e Harriet Brooks foram publicados pelos boletins da Royal Society e 1901 e 1902.>
Em 1901, Harriet ganhou uma bolsa de estudos para seu doutorado em física pelo Bryn Mawr College, na Pensilvânia, Em seu primeiro ano lá, ganhou a prestigiada bolsa europeia da instituição e Rutherford conseguiu que essa bolsa fosse cumprida em seu antigo laboratório na Universidade de Cambridge, onde ela se tornou a primeira mulher a estudar no Laboratório Cavendish. Harriet fez um trabalho significativo em seu período em Cambridge, mas seu orientador, J.J. Thomson, lhe dispensou pouca atenção.
Em 1903, Harriet retomou seu cargo no Royal Victoria College e voltou para o grupo de estudos de Rutherford, conduzindo pesquisas publicadas em 1904. No ano seguinte, ela foi indciada para o Barnard College, em Nova Iorque. Em 1906, ficou noiva de um professor de física da Universidade Columbia. A reitora do Barnard escreveu a Harriet, dizendo que não importava se o casamento aconteceria ou não, seu vínculo com a universidade acabaria. Começaria então uma série de cartas trocadas entre as duas, onde Harriet defende que tinha um dever para com sua profissão e com as outras mulheres em prosseguir em sua área de trabalho mesmo após o casamento. A chefe do departamento de física do Barnard, Margaret Eliza Maltby apoiava Harriet e a defendeu diante do colegiado. A reitora não mudou de posição e disse que era impossível ser uma mulher casada e uma cientista de sucesso. Assim Harriet rompeu seu noivado e continuou em Barnard.
No final de 1906, Harriet mudou-se para um retiro nas Montanhas Adirondacks dirigida por John e Prestonia Martin, dois membros da Sociedade Fabiana. Através do casal, Harriet conheceu o escritor Maxim Gorky. Em outubro de 1906, ela viajou com Gorky e um grupo de europeus para a ilha de Capri. Nesta viagem, Harriet conheceu Marie Curie e pouco depois começou a trabalhar com Curie em seu laboratório no Institituto do Rádio em Paris. Nenhuma pesquisa de Harriet foi publicada nessa época, mas ela foi uma pesquisadora essencial no laboratório e foi também citada em três artigos publicados por colegas no instituto.
Harriet tentou conseguir uma posição acadêmica na Universidade de Manchester, com uma carta de recomendação do próprio Rutherford, em que ele diz:
| “ | (...) ao lado de Madame Curie, ela é a física mulher mais proeminente no departamento de radioatividade. A srta. Brooks é uma trabalhadora original e cuidadosa com boas aptiões experimentais e estou confiante de que, se nomeada, ela faria um excelente trabalho de pesquisa em Física. | ” |

Por razões desconhecidas, porém, Harriet decidiu encerrar sua carreira na física. Alguns estudiosos argumentam que ela foi convencida a largar a carreira ao se casar com um professor de física da Universidade McGill, Frank Pitcher, com quem se mudou para Montreal. Lá Harriet deu à luz a três filhos, dois morreram tragicamente ainda na adolescência. Ainda que se mantivesse ativa em organizações estudantis que incentivavam mulheres a cursar a universidade, Harriet nunca mais conduziu pesquisas na física.

## Morte
Harriet morreu em 17 de abril de 1933, em Montreal, aos 56 anos. No obituário publicado pelo The New York Times em 18 de abril de 1933, diz que ela morreu um dia antes, creditando a ela a descoberta do recuo radioativo do átomo e que a causa da morte teria sido uma "desordem sanguínea", provavelmente leucemia causada por exposição à radiação.

## Legado
A importância de seu trabalho foi reconhecida em 1980 como sendo fundamental para o estabelecimento da física nuclear. Ela foi a primeira pessoa a mostrar que a substância radioativa emitida do tório era um gás com peso molecular de 40-100, descoberta crucial para a determinação de que os elementos sofrem alguma transmutação em decaimento radioativo. Sua pesquisa com o radônio e o actínio foi pioneira. Nos Laboratórios Chalk River, nos arredores de Ottawa, o prédio da física nuclear leva seu nome.